# Dohrniphora trigonae
Dohrniphora trigonae är en tvåvingeart som beskrevs av Ronald Henry Lambert Disney 1995. Dohrniphora trigonae ingår i släktet Dohrniphora och familjen puckelflugor. Inga underarter finns listade i Catalogue of Life.